# Dand Patan
Dand Patan är ett distrikt i Afghanistan. Det ligger i provinsen Paktia, i den östra delen av landet, 110 kilometer sydost om huvudstaden Kabul.
Distriktet beräknades år 2022 ha cirka 31 000 invånare.